# Янг, Тайлер
Тайлер Мэтью Янг (англ. Tyler Matthew Young; род. 17 декабря 1990) — американский актёр, известный ролью Филипа Шейя в сериале «Свидетели» (2016), а также Коннора Белла в фильме ужасов «Пункт назначения: Смайл» (2018).

## Ранние годы
Тайлер Янг родился в Чикаго, штат Иллинойс, и вырос в пригороде Килдир. Получил образование в Stevenson High School в Линкольншире, штат Иллинойс. Затем окончил Университет Де Поля по специальности реклама и связи с общественностью. Также Янг учился актёрскому мастерству в Театральном училище при Университете Де Поля и в театре импровизации The Second City. Имеет еврейские корни.

## Карьера
В 2016 году Янг был выбран на главную роль в драматическом сериале USA Network «Свидетели». Он сыграл Филипа Шейя, подростка-гея в приёмной семье шерифа маленького города, который стал свидетелем тройного убийства. В 2018 году снялся в фильме ужасов Dimension Films «Пункт назначения: Смайл» в роли Коннора Белла.

## Фильмография
| Год       |     | Русское название        | Оригинальное название          | Роль              |
| --------- | --- | ----------------------- | ------------------------------ | ----------------- |
| 2013—2014 | с   | —                       | The Avatars                    | Джей Пи           |
| 2014      | кор | —                       | The Ballad of Ronnie and Clive | Сэм               |
| 2014      | с   | Пожарные Чикаго         | Chicago Fire                   | Джейсон Лалло     |
| 2014      | кор | Последний час           | The Last Hour                  | Эрик              |
| 2015      | с   | Империя                 | Empire                         | застенчивый фанат |
| 2016      | с   | Свидетели               | Eyewitness                     | Филип Шей         |
| 2017      | с   | Реанимация              | Code Black                     | Джаред            |
| 2017      | кор | Стрелковое оружие       | Small Arms                     | Итан              |
| 2017      | с   | Когда мы восстанем      | When We Rise                   | Мэтт              |
| 2019      | ф   | Пункт назначения: Смайл | Polaroid                       | Коннор Белл       |
| 2019      | кор | —                       | God                            | Опра              |